# Karsten Ruppert
Karsten Ruppert (* 14. Dezember 1946 in Bad Bergzabern) ist ein deutscher Historiker.

Karsten Ruppert legte 1966 das Abitur ab und studierte ab 1967 Geschichte, Germanistik, Philosophie und Pädagogik an der Universität Bonn. 1972 erfolgte die Staatsprüfung in Geschichte und Deutsch. Von 1972 bis 1977 war er wissenschaftlicher Mitarbeiter der „Vereinigung zur Erforschung der Neueren Geschichte e. V.“ in Bonn. Im Jahr 1977 wurde er bei Konrad Repgen in Bonn mit einer Arbeit über die kaiserliche Politik auf dem Westfälischen Friedenskongress (1643–1648) promoviert. Von 1978 bis 1985 war Ruppert wissenschaftlicher Assistent bei Rudolf Morsey an der Hochschule für Verwaltungswissenschaften in Speyer. Von 1988 bis 1990 war Ruppert als wissenschaftlicher Bibliothekar tätig. Im Jahre 1990 erfolgte in Karlsruhe seine Habilitation über die Deutsche Zentrumspartei in den Jahren 1923 bis 1930.
Ruppert hatte Lehrstuhlvertretungen für Neuere Geschichte an der Technischen Universität Braunschweig, der Universität Jena, der Universität Karlsruhe, der Technischen Universität Chemnitz und der Universität Regensburg. Von Oktober 1995 bis zu seiner Emeritierung 2012 lehrte er als Nachfolger von Heinz Hürten als Professor für Neuere und Neueste Geschichte an der Katholischen Universität Eichstätt. Im Februar 2013 hielt er dort seine Abschiedsvorlesung zum Thema „Das Bild vom Menschen in der neueren Geschichte“.
Seine Forschungsschwerpunkte sind Politik und internationale Beziehungen, Parteien, politische Vereinigungen und Verbandsgeschichte, politische Ideen, Ideologien, die Rechts- und Verfassungsgeschichte, politische Systeme, Justiz, Polizei sowie die Verwaltungs- und Institutionengeschichte. Er ist Mitglied in der Vereinigung für Verfassungsgeschichte.

## Schriften (Auswahl)
Monographien
- Für Freiheit und Einheit. Die deutsche Revolution von 1848/49. Kohlhammer, Stuttgart 2023, ISBN 978-3-17-043817-0.
- Die Pfalz im Königreich Bayern. Geschichte, Kultur und Identität. Kohlhammer, Stuttgart 2017, ISBN 978-3-17-032401-5.
- Bürgertum und staatliche Macht in Deutschland zwischen Französischer und deutscher Revolution (= Schriften zur Verfassungsgeschichte. Bd. 51). Duncker & Humblot, Berlin 1997, ISBN 3-428-09021-7.
- Im Dienst am Staat von Weimar. Das Zentrum als regierende Partei in der Weimarer Demokratie 1923–1930 (= Beiträge zur Geschichte des Parlamentarismus und der politischen Parteien. Bd. 96). Droste, Düsseldorf 1992, ISBN 3-7700-5166-1 (Zugleich: Karlsruhe, Universität, Habilitations-Schrift, 1989/90).
- Die kaiserliche Politik auf dem Westfälischen Friedenskongress (1643–1648) (= Schriftenreihe der Vereinigung zur Erforschung der Neueren Geschichte. Bd. 10). Aschendorff, Münster 1979, ISBN 3-402-05629-1 (Zugleich: Bonn, Universität, Philosophische Fakultät, Dissertation, 1977).

Herausgeberschaften
- Die Exekutiven der Revolutionen. Deutschland 1848/49. Brill Schöningh, Paderborn 2023, ISBN 978-3-506-79103-0.
- Wittelsbach, Bayern und die Pfalz. Das Letzte Jahrhundert. Duncker & Humblot, Berlin 2017, ISBN 978-3-428-14597-3.